# Distrito de Kaliro
Kaliro es un distrito de la región Oriental de Uganda. Fue creado en 2006, anteriormente formó parte del distrito de Kamuli. Como otros distritos de Uganda, su nombre proviene de su ciudad principal, la ciudad Kaliro, que es la capital y centro económico del distrito.
Su población, según un censo que tuvo lugar en el año 2002, es de un total de 153.513 personas.

## Subcondados
Está conformado por los siguientes subcondados:
- Budomero
- Bukamba
- Bumanya
- Buyinda
- Gadumire
- Kasokwe
- Kaliro (ciudad)
- Kisinda
- Namugongo
- Namwiwa
- Nansololo
- Nawaikoke